# Хайруллин, Хабибулла Набиуллович
Хабибулла Набиуллович Хайруллин (1923—1945) — старший сержант Рабоче-крестьянской Красной Армии, участник Великой Отечественной войны, Герой Советского Союза (1945).

## Биография
Хабибулла Хайруллин родился 14 февраля 1923 года в селе Сухие Курнали (ныне — Алексеевский район Татарстана). После окончания семи классов школы работал в колхозе. В декабре 1941 года Хайруллин был призван на службу в Рабоче-крестьянскую Красную Армию. С 1942 года — на фронтах Великой Отечественной войны.
К февралю 1945 года старший сержант Хабибулла Хайруллин командовал орудием 1248-го истребительно-противотанкового артиллерийского полка 6-й армии 1-го Украинского фронта. Отличился во время освобождения Польши. 7 февраля 1945 года во время боёв на плацдарме на западном берегу Одера к югу от Сцинавы расчёт Хайруллина подавил огонь двух немецких артиллерийских орудий и уничтожил большое количество солдат и офицеров противника, продержавшись до подхода основных сил. 22 февраля 1945 года Хайруллин погиб во время боёв под Бреслау. Похоронен в братской могиле во Вроцлаве.
Указом Президиума Верховного Совета СССР от 10 апреля 1945 года старший сержант Хабибулла Хайруллин посмертно был удостоен высокого звания Героя Советского Союза. Также был награждён орденом Ленина и рядом медалей.

## Память
- Мемориальная доска в память о Хайруллине установлена Российским военно-историческим обществом на здании Сухокурналинской средней школы Алексеевского района, где он учился.